# Dave Keon
David Michael „Dave“ Keon (* 22. März 1940 in Noranda, Québec) ist ein ehemaliger kanadischer Eishockeyspieler, der im Verlauf seiner aktiven Karriere zwischen 1957 und 1982 unter anderem 1392 Spiele für die Toronto Maple Leafs und Hartford Whalers in der National Hockey League sowie 342 weitere für die Minnesota Fighting Saints, Indianapolis Racers und New England Whalers in der World Hockey Association auf der Position des Centers bestritten hat. Keon, der den Großteil seiner Karriere bei den Toronto Maple Leafs verbrachte, gehört zu den prägenden Spielern des Franchises und gewann mit ihm zwischen 1962 und 1967 insgesamt viermal den Stanley Cup. Darüber hinaus erhielt er sowohl in der NHL als auch WHA zahlreiche individuelle Auszeichnungen und Preise, die mit der Aufnahme in die Hockey Hall of Fame im Jahr 1986 ihren Höhepunkt fanden.

## Karriere
Dave Keon war einer der besten defensiven Stürmer in der NHL. In beinahe jedem Spiel wurde er auf den gegnerischen Top Center angesetzt und machte diesem das Leben schwer, aber trotzdem brachte er es auf 396 Tore. Dabei war er außerordentlich fair. Mit 117 Strafminuten musste er durchschnittlich nur jedes 22. Spiel auf die Strafbank. Hierfür wurde er auch zweimal mit der Lady Byng Memorial Trophy geehrt. 1962, 1963, 1964 und 1967 gewann er mit den Maple Leafs den Stanley Cup. 1975 wechselte er in die WHA und landete dort bei seiner dritten Station bei den New England Whalers. Nachdem diese als Hartford Whalers in die NHL aufgenommen wurden, gab er sein Comeback in der NHL. Mit 42 Jahren beendete er 1982 seine Spielerkarriere.
1986 wurde er mit der Aufnahme in die Hockey Hall of Fame geehrt.

## Erfolge und Auszeichnungen
| - 1961 Calder Memorial Trophy - 1962 Stanley-Cup-Gewinn mit den Toronto Maple Leafs - 1962 Lady Byng Memorial Trophy - 1962 NHL Second All-Star Team - 1962 Teilnahme am NHL All-Star Game - 1963 Stanley-Cup-Gewinn mit den Toronto Maple Leafs - 1963 Lady Byng Memorial Trophy - 1963 NHL Second All-Star Team - 1963 Teilnahme am NHL All-Star Game - 1964 Stanley-Cup-Gewinn mit den Toronto Maple Leafs - 1964 Teilnahme am NHL All-Star Game - 1967 Teilnahme am NHL All-Star Game | - 1967 Stanley-Cup-Gewinn mit den Toronto Maple Leafs - 1967 Conn Smythe Trophy - 1968 Teilnahme am NHL All-Star Game - 1970 Teilnahme am NHL All-Star Game - 1971 Teilnahme am NHL All-Star Game - 1973 Teilnahme am NHL All-Star Game - 1977 Paul Deneau Trophy - 1978 Paul Deneau Trophy - 1986 Aufnahme in die Hockey Hall of Fame - 2016 Sperrung der Trikotnummer 14 durch die Toronto Maple Leafs - 2018 Aufnahme in die Hall of Fame des kanadischen Sports |

## Rekorde
- Zwei Unterzahl-Tore in einem Spiel (18. April 1963; Maple Leafs – Red Wings 3:1) (gemeinsam mit neun weiteren Spielern)

## Karrierestatistik
(Legende zur Spielerstatistik: Sp oder GP = absolvierte Spiele; T oder G = erzielte Tore; V oder A = erzielte Assists; Pkt oder Pts = erzielte Scorerpunkte; SM oder PIM = erhaltene Strafminuten; +/− = Plus/Minus-Bilanz; PP = erzielte Überzahltore; SH = erzielte Unterzahltore; GW = erzielte Siegtore; 1 Play-downs/Relegation; Kursiv: Statistik nicht vollständig)